# Memórias do Cárcere (livro)
Memórias do Cárcere é um livro de memórias de Graciliano Ramos, publicado postumamente, em setembro de 1953, em quatro volumes. O autor não chegou a concluir a obra, faltando o capítulo final. Graciliano havia sido preso em 1936 por conta de seu envolvimento político com a chamada Intentona Comunista, de 1935. A acusação formal nunca chegou a ser feita e Graciliano foi preso sem provas e sem processo.

## Enredo
No livro, Graciliano descreve a companhia dos mais variados tipos encontrados entre os presos políticos: descreve, entre outros acontecimentos, a entrega de Olga Benário para a Gestapo, insinua as sessões de tortura aplicadas a Rodolfo Ghioldi e relata um encontro com Epifrânio Guilhermino, único sujeito a assassinar um legalista no levante comunista do Rio Grande do Norte.
Durante a prisão, diversas vezes Graciliano destrói ou afirma destruir as anotações que poderiam lhe ajudar a compor uma obra mais ampla. Também dá importância ao sentimento de náusea causado pela imundície das cadeias, chegando a ficar sem alimentação por vários dias, em virtude do asco.
Da cadeia, Graciliano faz comentários sobre a feitura e a publicação de Angústia, uma de suas melhores obras.

## Censura
Diz o crítico conservador Wilson Martins, a respeito da censura que o livro sofrera e que teria adulterado o original do autor para sempre:
Houve também na história dessas relações, a grande crise provocada por Memórias do Cárcere. Sabia-se que o PCB exerceu forte pressão sobre a família de Graciliano Ramos para impedir-lhe a publicação, acabando por aceitá-la à custa de cortes textuais e correções cuja verdadeira extensão jamais saberemos. Nas idas e vindas entre a família e os censores do Partido, resultaram, pelo menos, três “originais”, datilografados e redatilografados ao sabor das exigências impostas. Supõe-se que o último deles recebeu o imprimatur canônico, acontecendo, apenas, que, na confusão inevitável de tantos “originais”, as páginas escolhidas para ilustrar os volumes diferiam sensivelmente das impressas, suscitando dúvidas quanto à respectiva autenticidade.— Wilson Martins, in: Gazeta do Povo
Ainda segundo o crítico de direita (célebre por sua crítica a toda literatura engajada de esquerda), fez publicar a denúncia no jornal O Estado de S. Paulo, recebendo então acerbas críticas do PCB, o que para ele era a comprovação da veracidade das alterações feitas na obra que, após reveladas, haviam incomodado o editor, José Olympio. No entanto, a viúva do escritor, Heloísa Ramos, e os filhos de Graciliano, Ricardo e Clara, mais tarde confirmaram a autenticidade do livro publicado com o texto original. 

## Filme
Memórias do Cárcere também foi filmado por Nelson Pereira dos Santos em 1984. Graciliano é interpretado por Carlos Vereza, e sua mulher Heloísa (que lhe faz algumas visitas na prisão) é interpretada por Glória Pires.